# Колфаврю, Жан Клод
Жан-Клод Колфаврю (фр. Jean Claude Colfavru; 1820—1891) — французский адвокат и политический деятель.
В 1880-х годах был главным редактором ежемесячного журнала La revolution française. В 1885—1889 годах был депутатом от департамента Сена и Уаза и принадлежал к парламентской группе Левые радикалы в Палате депутатов Третьей французской республики.
Опубликовал:
- Le droit commercial comparé de la France et de l’Angleterre, suivant l’ordre du Code de Commerce français (1861);
- Du mariage et du contrat de mariage en Angleterre et aux États Unis, et de la France (1868);
- De l’organisation du pouvoir judiciaire sous le régime de la souveraineté nationale et de la république (1882);
- La Reforme judiciaire; le pouvoir judiciaire retabli et ayant pour base le suffrage universel (conferences, 1885) и др.